# Lepanthes ilensis
Lepanthes ilensis är en orkidéart som beskrevs av Dodson. Lepanthes ilensis ingår i släktet Lepanthes och familjen orkidéer. Inga underarter finns listade i Catalogue of Life.